# Ключ (Коми)
Ключ (коми Ключ) — деревня в Сысольском районе Республики Коми. Входит в состав сельского поселения Чухлэм.

## География
Село находится на расстоянии 15 км к северо-востоку от села Визинга, административного центра района.

### Часовой пояс
Деревня Ключ, как и вся Республика Коми, находится в часовой зоне МСК (московское время). Смещение применяемого времени относительно UTC составляет +3:00.

## Население
| 2010 | 2013 |
| ---- | ---- |
| 54   | ↗67  |

### Национальный состав
Согласно результатам переписи 2002 года, в национальной структуре населения коми составляли 97 % из 79 чел.